# Exzellenzcluster Science of Intelligence
Der Exzellenzcluster Science of Intelligence (SCIoI) ist ein interdisziplinärer Forschungsverbund, der sich mit der Erforschung grundlegender Prinzipien intelligenter Systeme beschäftigt. Er wird im Rahmen der Exzellenzstrategie des Bundes und der Länder von der Deutsche Forschungsgemeinschaft (DFG) gefördert und ist an der Technischen Universität Berlin angesiedelt. Sprecher ist der Robotiker Oliver Brock (Technische Universität Berlin).

## Ziele und Forschungsfokus
Die Erforschung von Intelligenz ist bis heute durch eine starke Fragmentierung gekennzeichnet: Unterschiedliche Disziplinen wie Psychologie, Neurowissenschaften, Informatik, Robotik und Philosophie verfolgen jeweils eigene Modelle, Methoden und Begriffsverständnisse von Intelligenz, was eine übergreifende wissenschaftliche Integration erschwert. Vor diesem Hintergrund wurde der Exzellenzcluster Science of Intelligence (SCIoI) eingerichtet. Ziel des Clusters ist es, disziplinübergreifend grundlegende Prinzipien von Intelligenz zu identifizieren, die sowohl für biologische als auch für künstliche Systeme gelten können. Ein besonderer Schwerpunkt liegt auf der Entwicklung theoretisch fundierter Erklärungsmodelle für intelligentes Verhalten in komplexen Kontexten, die zugleich zur Gestaltung sicherer und ethisch verantwortungsvoller Technologien beitragen sollen. Dazu werden Konzepte und Methoden aus unterschiedlichen Forschungsfeldern zusammengeführt, aber auch neue Konzepte und Methoden entwickelt, wie der "analytic-synthetic loop (A/S-loop)". Durch den A/S-loop werden analytische, überwiegend theoretische Disziplinen (Verhaltensbiologie, Psychologie, Neurowissenschaften) mit synthetischen, technischen Disziplinen (Robotik, Control, Informatik) kombiniert und fortlaufend wechselseitig reflektiert. In jedem Teilprojekt werden funktionale Prinzipien intelligenten Verhaltens identifiziert und in konkreten Modellen bzw. konkreten Artifakten umgesetzt um eine Überprüfparkeit der Generalität einzelne indentifizierter Prinzipien zu erreichen. 

## Prinzipien von Intelligenz
Ein zentrales Ziel von Science of Intelligence ist die Identifikation mechanistischer Prinzipien von Intelligenz, die sowohl in natürlichen als auch in künstlichen Systemen wiederkehren. Diese Prinzipien werden als wiederkehrende Muster verstanden, die intelligentes Verhalten über Arten, Aufgaben, Umgebungen und Abstraktionsebenen hinweg strukturieren und erklären. Sie dienen als Grundlage für die Formulierung mechanistischer Hypothesen über das Zustandekommen von Verhalten und helfen dabei, den Raum möglicher Erklärungen systematisch einzugrenzen. Auf diese Weise sollen die Prinzipien – vergleichbar mit einem Periodensystem – die Intelligenzforschung strukturieren und beschleunigen.
SCIoI hat bislang neun Kandidaten solcher Prinzipien identifiziert: Active interconnections, Multiple computational paradigms, Agent-environment computation, Adaptive representations, Multimodality, Multi-timescale computations, Adaptation of structure und Incremental assembly of capabilities. Diese Prinzipien abstrahieren von konkreten Ausprägungen intelligenter Systeme und sind so formuliert, dass sie auf verschiedene Spezies, Aufgaben, Entwicklungsstufen und Organisationsformen (individuell, sozial, kollektiv) anwendbar sind. Ihre Identifikation erfolgt im Rahmen eines vergleichenden Forschungsansatzes, der biologische und künstliche Systeme über Disziplinen hinweg untersucht.
Ziel ist es, grundlegende Bausteine intelligenten Verhaltens zu erkennen, die sich über viele Kontexte hinweg generalisieren lassen. Auch hier werden ethische Aspekte der Intelligenzforschung berücksichtigt und methodisch reflektiert. Diese Prinzipien sollen einer breiten wissenschaftlichen Forschung als Grundlage dienen, in weiterer Forschungsarbeit die Validität zu überprüfen und die Anwendbarkeit zu determinieren.

## Forschungsprogramm
Das Forschungsprogramm von Science of Intelligence (SCIoI) ist in vier komplementäre Forschungseinheiten gegliedert, die sich dem interdisziplinären Verständnis von Intelligenz widmen. Das zentrale Ziel ist es, Prinzipien von Intelligenz durch die Verbindung analytischer und synthetischer Wissenschaften zu identifizieren, zu überprüfen und technologisch umzusetzen.
1. Synthese intelligenter Verhaltensweisen
Die erste Forschungseinheit bildet den Kern des Programms. Sie verfolgt das Ziel, komplexe, ganzheitliche Verhaltensweisen zu analysieren und in künstlichen Systemen zu synthetisieren. Im Zentrum stehen drei exemplarische Formen intelligenter Verhaltensweisen: individuelles Verhalten, soziale Interaktion zwischen mehreren Akteuren und kollektive Intelligenz in Gruppen. Dabei werden keine festen funktionalen Module vorgegeben – vielmehr sollen die notwendigen Komponenten projektspezifisch miteinander verknüpft werden, um intelligentes Verhalten emergent entstehen zu lassen.
2. Prinzipien der Intelligenz
Diese Einheit zielt darauf ab, aus den in der Verhaltenssynthese beobachteten Mustern übergreifende Prinzipien von Intelligenz zu abstrahieren. Aus vergleichenden Analysen werden Hypothesen abgeleitet, die in disziplinspezifischen Kontexten überprüft oder widerlegt werden können. So entsteht ein wechselseitiger Erkenntnisprozess zwischen empirischer Verhaltensbeobachtung und theoretischer Verallgemeinerung.
3. Weiterentwicklung synthetischer Komponenten
Da die Umsetzung intelligenter Systeme durch die Verfügbarkeit geeigneter technischer Mittel begrenzt ist, widmet sich diese Forschungseinheit der methodischen Weiterentwicklung synthetischer Werkzeuge. Ziel ist es, neue technische Verfahren zu entwickeln, mit denen sich komplexes Verhalten effizienter modellieren und realisieren lässt.
4. Soziologische und philosophische Rahmung
Diese Forschungseinheit begleitet das Gesamtprogramm kritisch und interdisziplinär. Sie untersucht die konzeptuellen, methodischen und ethischen Grundlagen des Programms und reflektiert insbesondere die Übertragbarkeit von Prinzipien zwischen biologischen, künstlichen und sozialen Systemen. Die Ergebnisse sollen zu einem konzeptionellen Abgleich innerhalb des Konsortiums beitragen.
Alle Forschungseinheiten arbeiten eng verzahnt und werden durch ein internes Förderprogramm ergänzt, das neue Projekte innerhalb des Clusters ermöglicht. Die eingesetzten Methoden umfassen experimentelle, theoretische und ingenieurwissenschaftliche Ansätze.

## Graduiertenprogramm
Science of Intelligence (SCIoI) betreibt ein strukturiertes Graduiertenprogramm für Promovierende aus unterschiedlichen Disziplinen wie Künstlicher Intelligenz, Neurowissenschaft, Psychologie, Robotik, Biologie, Philosophie und Bildungswissenschaft. Die Doktoranden und Doktorandinnen führen ihre Dissertation im Rahmen interdisziplinärer Forschungsprojekte („Loops“) durch, die vom Cluster initiiert und betreut werden.
Das Programm umfasst ein individuell abgestimmtes Curriculum mit Pflicht- und Wahlmodulen in Methodologie, analytischen und synthetischen Wissenschaften sowie Soft Skills. Zu den verpflichtenden Bestandteilen zählen u. a. der Besuch von Vorlesungen, Journal Clubs und fächerübergreifenden Workshops. Ergänzend werden interdisziplinäre Sommerschulen, Symposien und Weiterbildungen zu ethischen und gesellschaftlichen Fragen angeboten.
Die Betreuung erfolgt im Rahmen eines interdisziplinären Supervisionsmodells mit jährlichen Fortschrittsgesprächen. Die Promotionen werden an den beteiligten Universitäten (Humboldt-Universität zu Berlin, Technische Universität Berlin, Freie Universität Berlin, Charité) durchgeführt und schließen mit einem der dort vergebenen akademischen Grade (z. B. Dr. rer. nat., Dr.-Ing. oder PhD) ab.
Promovierende erhalten in der Regel eine Vollzeitstelle. Das Programm ist offen für Bewerber aus allen relevanten Fachrichtungen, die einen Masterabschluss vorweisen können.

## Auswahl Publikationen
SCIoI hat während seines bestehens rund 400 wissenschaftliche Publikationen in wissenschaftlichen Journals veröffentlicht.
Auswahl
- Manuel Baum, Theresa Rössler, Antonio J. Osuna-Mascaró, Alice Auersperg, and Oliver Brock. Mechanical problem solving in cockatoos—Towards modeling complex behavior. Adaptive Behavior, Online first, 2024.[24]
- Dominik Deffner, David Mezey, Benjamin Kahl, Alexander Schakowski, Pawel Romanczuk, Charley M. Wu, and Ralf H. J. M. Kurvers. Collective incentives reduce over-exploitation of social information in unconstrained human groups. Nature Communications, 15:2683, 2024.[25]
- Jacek Wiland, Max Ploner, and Alan Akbik. BEAR: A unified framework for evaluating relational knowledge in causal and masked language models. Findings of the Association for Computational Linguistics: NAACL 2024, 2393-2411, 2024.[26]
- Friedhelm Hamann, Suman Ghosh, Ignacio Juárez-Martínez, Tom Hart, Alex Kacelnik, and Guillermo Gallego. Low-power, continuous remote behavioral localization with event cameras. Proceedings of the IEEE/CVF Conference on Computer Vision and Pattern Recognition (CVPR), 18612-18621, 2024.[27]
- Luis Gómez-Nava, Robert T. Lange, Pascal P. Klamser, Juliane Lukas, Lenin Arias-Rodriguez, David Bierbach, Jens Krause, Henning Sprekeler, and Pawel Romanczuk. Fish shoals resemble a stochastic excitable system driven by environmental perturbations. Nature Physics, 19(5):663-669, 2023.[28]
- Marcel Milich and Alan Akbik. ZELDA: A comprehensive benchmark for supervised entity disambiguation. Proceedings of the 17th Conference of the European Chapter of the Association for Computational Linguistics, 2061-2072, 2023.[29]
- Danny Driess, Fei Xia, Mehdi S. M. Sajjadi, Corey Lynch, Aakanksha Chowdhery, Brian Ichter, AyzaanWahid, Jonathan Tompson, Quan Vuong, Tianhe Yu,Wenlong Huang, Yevgen Chebotar, Pierre Sermanet, Daniel Duckworth, Sergey Levine, Vincent Vanhoucke, Karol Hausman, Marc Toussaint, Klaus Greff, Andy Zeng, Igor Mordatch, and Pete Florence. PaLM-E: An embodied multimodal language model. Proceedings of the 40th International Conference on Machine Learning, PMLR, 202:8469-8488, 2023.[30]

## Wissenschaftskommunikation und Wissenstransfer
Science of Intelligence verfolgt eine umfassende Strategie zur Wissenschaftskommunikation und zum Wissenstransfer. Ziel ist es, sowohl die wissenschaftliche Gemeinschaft als auch Politik, Bildungseinrichtungen, Medien, Industrie und die breite Öffentlichkeit anzusprechen. Die Kommunikationsformate werden zielgruppenspezifisch aufbereitet und durch ein eigenes Kommunikationsteam umgesetzt.
Zu den zentralen Maßnahmen und Formaten zählen:
- Die Veröffentlichung des Science of Intelligence Report 2024, eines visuell aufbereiteten, allgemein verständlichen Magazins über Struktur, Forschung und Personen im Cluster.[32]
- Die Veranstaltung der SCIoI Fair, bei der Forschungsergebnisse in interaktiven Ausstellungen mehr als 300 Gästen aus Politik, Wissenschaft, Medien und Öffentlichkeit präsentiert wurden.[33]
- Das Projekt CollActive Materials (in Kooperation mit dem Cluster Matters of Activity), das Bürgerbeteiligung an spekulativer Materialforschung ermöglicht und in der Ausstellung AIRBOUND mündete.[34]
- Beiträge zu öffentlichkeitswirksamen Formaten wie der Ausstellung Nach der Natur im Humboldt Forum[35], dem Mall Anders-Projekt in einem Berliner Einkaufszentrum sowie interdisziplinären Veranstaltungsreihen wie Science Slams[36] und Pub Quizzes[37].
- Die Podcastreihe Punching Cards, die in mehreren Staffeln das Thema Intelligenz aus unterschiedlichen Perspektiven beleuchtet und von Nachwuchswissenschaftlern und -wissenschaftlerinnen initiiert wurde.[38]
- Teilnahme an öffentlichen Wissenschaftsevents wie der Berlin Science Week[39], der Langen Nacht der Wissenschaften[40], der Brain Awareness Week[41] und dem Girls’ Day[42].

Zur Stärkung des Wissenstransfers richtet SCIoI außerdem das Interactive Intelligence Research Discovery Lab ein – ein Raum für interaktive Demonstrationen und Dialogformate mit dem Publikum. Die dort präsentierten Exponate, darunter Augmented-Reality-Installationen und Roboterplattformen, sollen Forschung erlebbar machen und gleichzeitig Daten für neue Forschungsfragen generieren.
Darüber hinaus bietet SCIoI Trainings in Wissenschaftskommunikation für Promovierende und Postdocs an, um die Vermittlung wissenschaftlicher Inhalte in verschiedenen Formaten und Zielgruppen zu fördern. Neue medienübergreifende Formate – wie Comicstrips, Live-Übertragungen oder internationale Roadshows – sollen zukünftig die Reichweite der Kommunikation weiter ausbauen.

## Öffentliche Berichterstattung
Die Forschung des Exzellenzclusters findet weit über die Fachwelt hinaus Beachtung. Berliner Morgenpost, Tagesspiegel, Deutschlandfunk, aber auch New York Times, Nature und National Geographic: Medien greifen regelmäßig Themen auf, die am Cluster interdisziplinär untersucht werden: von kollektiver Intelligenz über KI-Entwicklung bis hin zu grundlegenden Fragen des Verstehens, der Wahrnehmung und Interaktion mit der Umwelt.
Die Vielfalt der Beiträge spiegelt das breite Forschungsspektrum von SCIoI wider als auch das öffentliche Interesse an einem tiefergehenden Verständnis von Intelligenz.

### Ausgewählte nationale und internationale Medienbeiträge
Die öffentliche Resonanz auf die Arbeit des Clusters spiegelt sich in einer Reihe fundierter Beiträge namhafter Medien wider:
- „Schwarmintelligenz: Die Suche nach der Weisheit der Vielen“ Berliner Morgenpost, Juni 2025 Porträt der Forschung von Jens Krause über kollektive Entscheidungsprozesse.[44]
- "¿Puede la velocidad de tus ojos influir en tu éxito?" National Geographic España, Mai 2025 Artikel über SCIoI Forschung zu  Augenbewegung und Umwelt Wahrnehmung.[45]
- „Forschung für bessere KI-Systeme: Nach welchen Prinzipien funktioniert Intelligenz?“ Der Tagesspiegel, Mai 2025 Überblick über die Zielsetzung von SCIoI, Intelligenz über Disziplinen hinweg zu erforschen.[46]
- "The boreal forest is on the move, and we need to understand how, and more..." Quirks and Quarks with Bob McDonald on CBC Podcasts, Mai 2024 Podcast mit Beitrag zu SCIoI Forschung von Intelligenzverhalten bei Raubtier-Beute Gruppen.[47]
- "Why These Mexican Fish Do the Wave" The New York Times, Dezember 2021 Bericht über SCIoI's Arbeit zu Schwarmintelligenz. [48]
- "Clusters of Excellence: the new 'brain trusts' of German science." Nature Index, November 2020 Beitrag zu SCIoI Forscher Aravind Battaje und seine Arbeit an Prinzipien von Intelligenz.[49]
- „Wenn Roboter greifen lernen“ Der Tagesspiegel, Mai 2019 Bericht über Robotikforschung im Cluster und deren Verknüpfung mit menschlichem Lernen.[50]
- „Von der Natur zum Roboter und zurück“ Tagesspiegel, Februar 2019 Artikel über die interdisziplinäre Vision von SCIoI.[51]

### Podcasts
Der Exzellenzcluster betreibt seit 2022 eine eigene Podcastreihe unter dem Titel Punching Cards. Die Serie widmet sich der interdisziplinären Erforschung von Intelligenz aus natur-, sozial- und ingenieurwissenschaftlichen Perspektiven. Die erste Staffel umfasst sechs Episoden mit den Schwerpunkten menschliche, tierische, kollektive und künstliche Intelligenz sowie deren evolutionäre Entwicklung und Begrenzungen. Konzipiert wurde die Serie von SCIoI-Mitgliedern Dimitri Coelho Mollo, Aravind Battaje, Olga Shurygina, Nicolas Roth und Benjamin Lang.
Im Januar 2025 wurde die zweite Staffel gestartet. Diese entstand im Rahmen der Masterkurse "Communicating Hot Topics in Intelligence Research". Die Episoden beschäftigen sich unter anderem mit großen Sprachmodellen (Large Language Models), Anthropomorphismus und universellen menschlichen Eigenschaften. Gesprächspartnerinnen und -partner in Staffel 2 sind unter anderem Sepp Hochreiter, Alan Akbik, Katja Liebal, Alex Kacelnik, Asifa Majid und Rasha Abdel Rahman.
Einzelne Episoden der Podcastreihe liegen auch in Videoform vor, unter anderem auf YouTube. Die Serie ist über gängige Plattformen wie Spotify, Apple Podcasts und Google Podcasts abrufbar.
Darüber hinaus ist der Cluster SCIoI auch an der übergreifenden Wissenschaftspodcastreihe Exzellent erklärt – Spitzenforschung für alle beteiligt. In der im Oktober 2023 erschienenen Episode mit dem Titel Was ist Intelligenz? erläutert der Informatiker Oliver Brock die wissenschaftliche Herangehensweise des Clusters an das Thema Intelligenz. Die Folge wurde von der gemeinsamen Podcastredaktion der 57 deutschen Exzellenzcluster produziert und ist auf allen gängigen Podcastplattformen verfügbar.